# Elena Farago
Elena Farago (n. 29 martie 1878, Bârlad – d. 4 ianuarie 1954, Craiova) a fost o poetă română (de origine greacă) care a compus poezii pentru copii. Creațiile cunoscute sunt „Cățelușul șchiop”, „Gândăcelul”, „Cloșca”, „Sfatul degetelor” și „Motanul pedepsit”.
A fost, de asemenea, traducătoare, publicistă și muzeograf.

## Date biografice
S-a născut pe 29 martie la Bârlad în familia Francisc și Anastasia Paximade. Pe linie paternă, descinde dintr-o veche și nobilă familie de origine greacă iar pe cea maternă, are ascendență de origine greacă, turcă și română. În anul 1890 a rămas orfană de mamă și a fost nevoită să se ocupe de îngrijirea surorilor mai mici. În 1895 Elena a rămas și fără tată, ceea ce a dus la plecarea ei la București, unde a locuit la un frate mai mare. S-a angajat ca guvernantă la familia lui Ion Luca Caragiale, unde a luat contact cu literatura clasicilor. Tot aici l-a cunoscut pe Francisc Farago, cel care avea să-i devină soț. Elena Farago a debutat în 1898 cu un reportaj, pe care îl semnează Fatma. În 1902 publică prima poezie în ziarul România muncitoare.
În anul 1906, Elena Farago publică primul său volum de poezii, Versuri, la îndemnul lui Nicolae Iorga, a cărui prietenă și confidentă a fost. Din 1907 se stabilește la Craiova, unde o vor găsi evenimentele sângeroase ale acestui an, iar din cauza afilierii ei la mișcarea țărănească a fost arestată și eliberată numai la intervențiile lui Iorga. În această perioadă l-a adoptat pe fiul său, Mihnea. În 1913 se va naște fiica Elenei, Cocuța.
Elena Farago este laureată de către Academia Română cu Premiul „Adamachi” pentru volumele Șoapte din umbră (1908) și Traduceri libere (1908), iar apoi pentru volumele Șoaptele amurgului, Din traista lui Moș Crăciun, apărute în 1920.
În 1921 este numită director al Fundației „Alexandru și Aristia Aman” din Craiova, fundație pe care o va conduce până în 1954. Elena Farago a avut contribuții deosebite în ceea ce privește regulamentul de organizare și de funcționare al bibliotecii, fișarea cărților și ținerea unei evidențe corecte de aranjare a publicațiilor în rafturile bibliotecii, de completare a colecțiilor prin achiziții și donații. În 1922 fondează la Craiova, împreună cu Ion B. Georgescu, C. Gerota, Ion Dongorozi, C.D. Fortunescu, revista literară Năzuința, la care au colaborat: Simion Mehedinți, Ion Barbu, Perpessicius, Victor Eftimiu, Camil Petrescu, Mihail Dragomirescu. De asemenea a patronat și revista educativă pentru copii și tineret Prietenul Copiilor (1943-1946).
Elena Farago s-a stins din viață în 1954 la Craiova, după o lungă suferință.
La 13 martie 1978, Muzeul Literaturii Române a consacrat „Ronda 13” Elenei Farago, iar la 28-29 martie 1978 a avut loc la Craiova o sesiune de comunicări cu prilejul Centenarului nașterii poetei. UNESCO a sărbătorit-o în 1979.

## Distincții
- Premiul „Adamachi” din partea Academiei Române pentru volumele Șoapte din umbră (1908) și Traduceri libere (1908), apoi pentru volumele Șoaptele amurgului (1920) și Din traista lui Moș Crăciun (1920).
- Premiul „Neuschotz” al Academiei Române (1927) pentru Ziarul unui motan (1924)
- Premiul Internațional „Femina” (1924)
- Premiul Național pentru Literatură (1938)
- Medalia „Bene Merenti” - clasa I și „Ordinul Meritul Cultural” - Cavaler clasa a II-a din partea regelui Carol al II-lea pentru merite literare.

## Volume de versuri
- Versuri (1906)
- Șoapte din umbră, Craiova, Ramuri, 1908
- Traduceri libere (1908)
- Din taina vechilor răspântii, Craiova, Ramuri 1913
- Șoaptele amurgului (1920)
- Poezii alese (1924)
- Scrisori, Arad, 1925
- Nu mi-am plecat genunchii, Craiova, Tiparul prietenii științei, 1926
- Poezii, 1906-1926. Bucăți alese, București, 1928
- Poezii (1937)
- Poezii, ed. L. Călin, București, 1975

## Volume pentru copii (versuri și proză)
- Pentru copii (2 volume: I 1913, II 1920), București, Editura Ramuri, 1912;
- Copiilor (1913)
- Din traista lui Moș Crăciun (1920)
- Bobocica (1921)
- Să nu plângem (1921)
- Să fim buni (1922, proză)
- Ziarul unui motan (1924, proză)
- Într-un cuib de rândunică (1925, proză)
- Visul lui Viorel, Craiova, 1928
- A ciocnit un ou de lemn (1943)
- Într-o noapte de Crăciun (1944)
- 4 gâze năzdrăvane (1944)
- Plugușorul jucăriilor, Craiova, 1944
- Să nu minți, să nu furi, București, 1944
- Poezii pentru cei mici, desene de D. Dăscălescu, București, 1957
- Țop-țop, poezii, ilustrații de G. Bratu, Craiova, 1974
- Cățelușul șchiop, București, Editura Ion Creangă, 1989.

## Traduceri
- Maurice Maeterlinck, Justiția, traducere de Elena Farago, București, Editura Alcalay, 1915.
- Maurice Maeterlinck, Pasărea albastră, Craiova, Ramuri, 1920.
- Anatole France, În anul 2270, București, Adevărul (s.a.)

## În alte limbi
- Flori târzii (Kései virágok, traducere în limba maghiară de Fekete Tivadar. În: Szerelmes kert, 1924.[16]